# SureFire

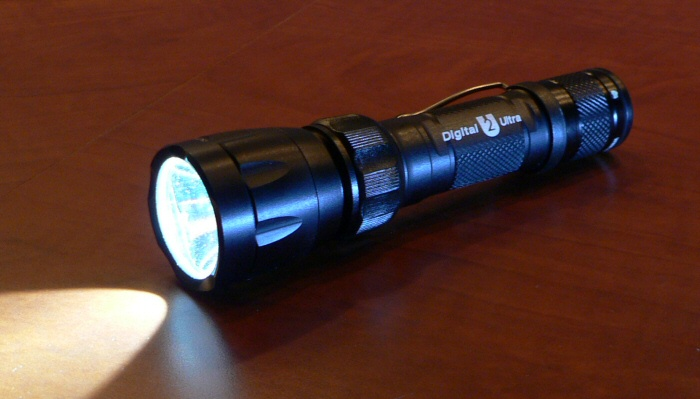
SureFire U2 светодиодный многорежимный фонарь

SureFire — американская компания, специализирующаяся на производстве тактических фонарей, обычно применяемых в правоохранительных органах и вооружённых силах. Фонари SureFire также популярны и на гражданском рынке. Компания базируется в Южной Калифорнии.